# Rhabdomastix falcata
Rhabdomastix falcata är en tvåvingeart som beskrevs av Jaroslav Stary 2003. Rhabdomastix falcata ingår i släktet Rhabdomastix och familjen småharkrankar. Inga underarter finns listade i Catalogue of Life.